# Parc des expositions de Paris-Nord Villepinte
Parc des expositions de Paris-Nord Villepinte je výstaviště ve Francii rozkládající se převážně na území obce Villepinte severovýchodně od Paříže. Bylo otevřeno v roce 1982, jeho celková rozloha činí 135 ha. S výstavní plochou 242 200 m2 v devíti halách se výstaviště Villepinte umístilo v roce 2010 podle Pařížské obchodní a průmyslové komory na 1. místo ve Francii (před výstavištěm Porte de Versailles v Paříži) a 6. místo v Evropě. Výstaviště spravuje společnost Viparis. V roce 2013 jej navštívilo více než 2 miliony návštěvníků, a to na 407 veletrzích (včetně 32 mezinárodních) a 1013 konferencích. Výstaviště pořádá veletrhy pro odborníky i pro širokou veřejnost. Také pořádá politické, kulturní nebo náboženské kongresy.

## Historie
Výstavba výstaviště probíhala v režii Pařížské obchodní a průmyslové komory a projektového managementu realitní společnosti Palais des congrès. Projekt podal v roce 1980 architekt François-Régis Pelletrat se svou architektonickou společností CAR, který navrhl 240 000 m2 budov postavených v letech 1980-1992, včetně velké prosklené recepční galerie dlouhé 300 m, která poskytuje přístup ke třem konferenčním centrům a výstavním halám č. 1 až 6.
Inaugurace výstaviště proběhla v prosinci 1982.
Užitná výstavní plocha od svého vzniku vzrostla ze 70 000 m2 v roce 1982 na 242 000 m2 v roce 2010 s devíti sály a postupně by měla v dlouhodobém horizontu dosáhnout 350 000 m2, zasahujících do území sousední obce Tremblay-en-France.
V rámci letních olympijských her v roce 2024 bylo místo vybráno pro pořádání přípravné fáze boxerských soutěží, hodnotící akce v moderním pětiboji a také soutěží paralympijských her ve volejbalu.